# Wolfsthalplatz

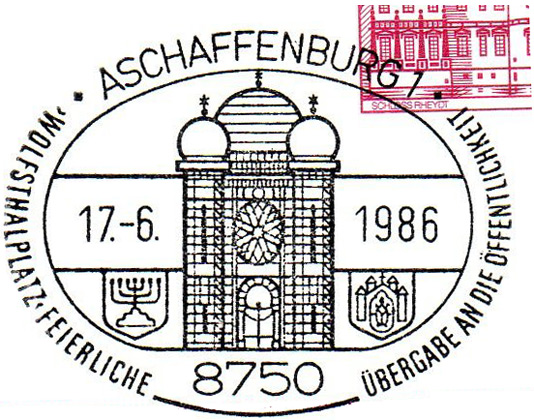
Sonderstempel der Deutschen Bundespost zur Einweihung des Wolfthalplatzes 1986

Seit 1983 befindet sich im ehemaligen Rabbinatsgebäude in Aschaffenburg das Museum jüdischer Geschichte und Kultur. Die dortige Dauerausstellung zur Geschichte der ehemaligen jüdischen Gemeinde in Aschaffenburg beginnt im Jahre 1267, als das erste Mal eine jüdische Schule erwähnt wird und reicht bis in die Zeit der Verfolgung im Nationalsozialismus. Der Platz, an dem die Aschaffenburger Synagoge stand, wurde nach dem Zweiten Weltkrieg in Wolfsthalplatz umbenannt und als Grünanlage neu gestaltet.

## Synagoge

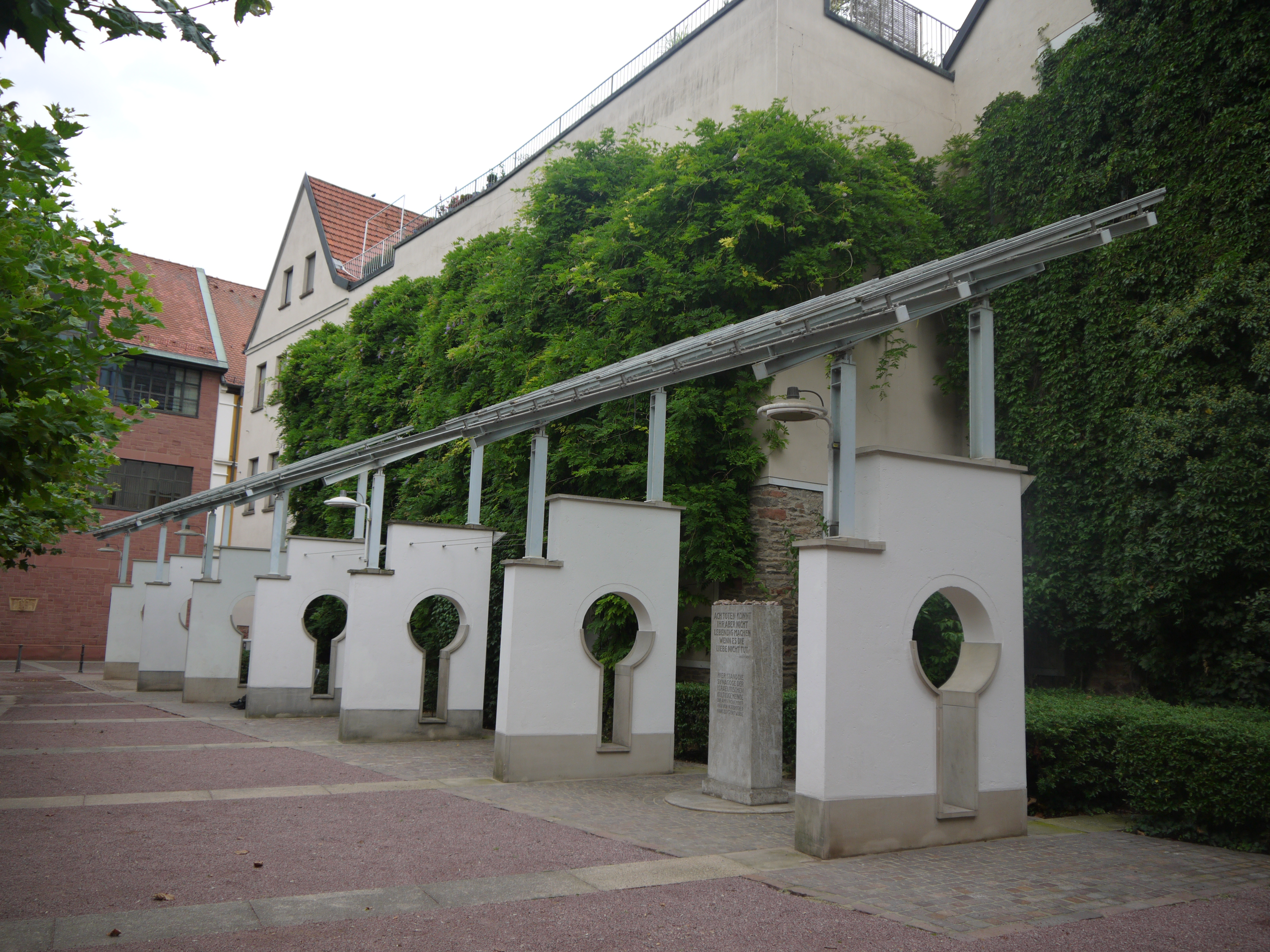
Denkmal für die ehemalige Synagoge

Auf den Grundmauern der alten Synagoge von 1698, die inzwischen in einem baulich schlechten Zustand ist, entsteht eine neue Kultstätte. Rabbiner Dr. Simon Bamberger wurde 1889 beauftragt, für die ständig wachsende jüdische Gemeinde eine neue Synagoge erbauen zu lassen. Innerhalb von vier Jahren entstand ein von 10 Säulen getragener Kuppelbau im orientalischen Stil. Die feierliche Eröffnung fand am 29. September 1893 vor zahlreichen geladenen Gästen statt: Am Abend zuvor, dem 28. September 1893, waren alle Räume der Synagoge zwischen 19 und 21 Uhr festlich beleuchtet und der Bevölkerung zur Betrachtung geöffnet worden.
Den letzten Gottesdienst in dieser Synagoge feierte die Gemeinde am Morgen des 9. November 1938. Während der Novemberpogrome 1938 wurde die Synagoge von den Nationalsozialisten in Brand gesteckt und brannte völlig aus. Nachdem die Kuppel im Januar 1939 einstürzte, wurde die Ruine auf Kosten der jüdischen Kultusgemeinde im Jahr 1939 abgerissen. In der Dauerausstellung zur jüdischen Geschichte im Rabbinatsgebäude ist ein Modell der ehemaligen Synagoge zu besichtigen.

## Rabbinatsgebäude

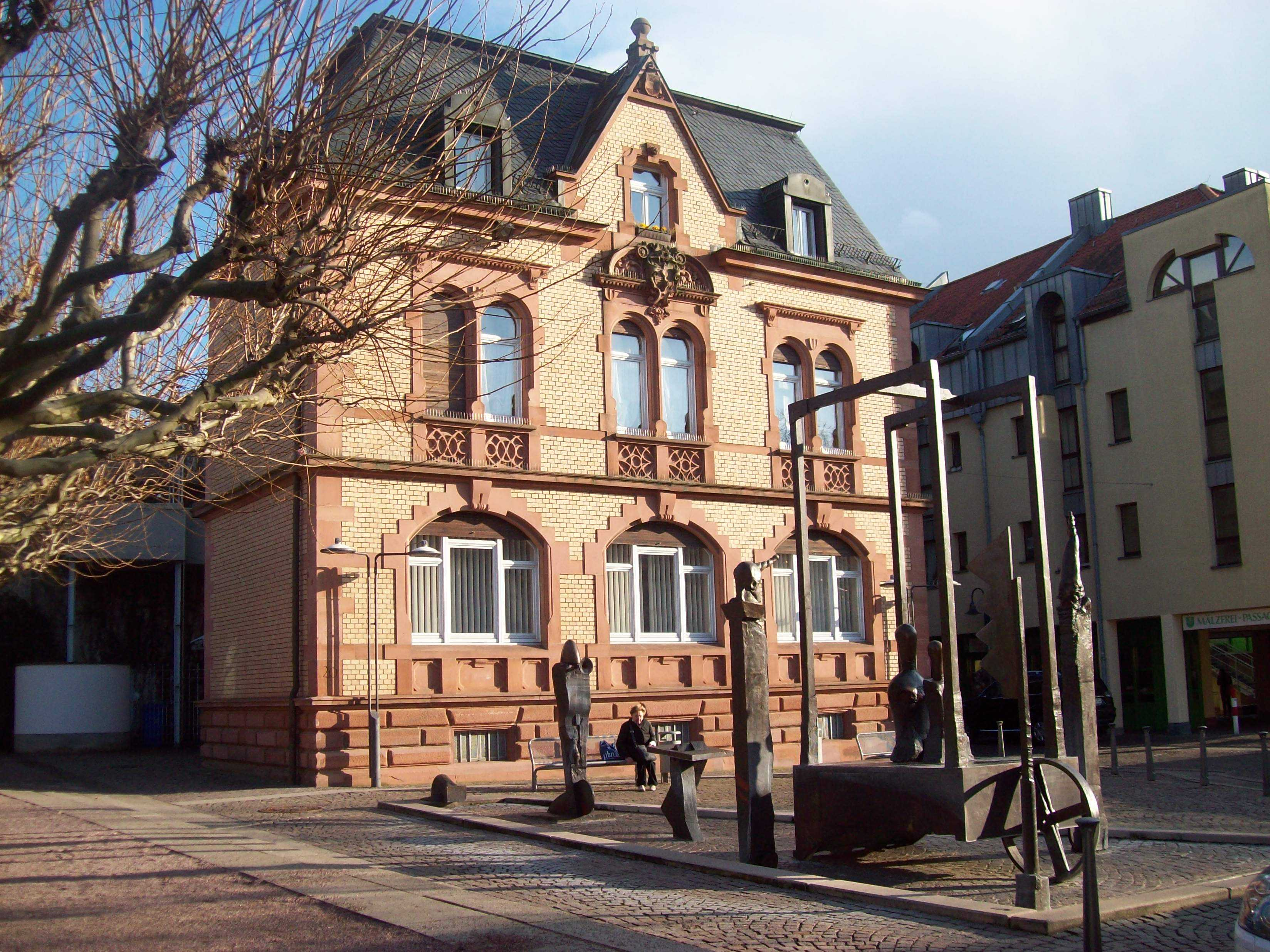
Rabbinatsgebäude

Im „Vorburgschen Haus“ aus dem 17. Jahrhundert, das die israelitische Kultusgemeinde 1805 erworben hatte, wurde 1806 eine Rabbinerwohnung, ein Frauenbad und eine Judenschule eingerichtet. 1898/99 erfolgte der Neubau des Rabbinatsgebäudes, der Judenschule und des Frauenbades. Das Haus wurde nicht zerstört und war von 1939 bis 1950 im Besitz des Deutschen Reiches bzw. des Freistaats Bayern. 1950 erwarb es die Stadt Aschaffenburg. Da sich in Aschaffenburg keine jüdische Gemeinde mehr gründete, wurde am 27. Juli 1983 hier das Aschaffenburger Dokumentationszentrum Wolfsthalplatz mit einer Gedenktafel errichtet:
Zur Erinnerung und zum Gedenken an unsere verfolgten und ermordeten jüdischen Mitbürger. Während der nationalsozialistischen Gewaltherrschaft wurden aus dieser Stadt und aus anderen Orten über 300 Aschaffenburger Juden in die Vernichtungslager deportiert. Ihr Schicksal muss uns mahnen und verpflichten
Die bei den Umbauarbeiten gefundenen Torarollen, die nicht mehr zum Gottesdienst verwendet werden dürfen, da entweiht, wurden im Beisein des Vorsitzenden der jüdischen Kultusgemeinde Würzburg, David Schuster, im jüdischen Friedhof neben dem Altstadtfriedhof unter einem Gedenkstein begraben.

## Personen
Der Namensgeber, Otto Wolfsthal, geboren am 26. Juni 1872 in Bamberg, kam 1889 nach Aschaffenburg und trat 10 Jahre später in das von seinem Onkel Raphael Wolfsthal (1816–1876) gegründete Bankhaus ein, dessen Gesellschafter damals der Bankier, Kommerzienrat und Bankdirektor Oskar-Otto Dilsheimer (1856–1935), ebenfalls ein Onkel, war. 1905 verkauften die Teilhaber ihr Unternehmen an die Bayerische Handelsbank München.
Der Name Otto Wolfsthal ist mit vielen Wohltätigkeiten verbunden. Die Dilsheimer-Wolfsthal-Stiftung von 1909 unterstützte aus ihren Erträgen unverschuldet in Not geratene Bankmitarbeiter und deren Angehörige für ein Jahr. Das Kapital musste in Kriegsanleihen angelegt werden und war nach der Inflation wertlos. Wolfsthal spendete während des Ersten Weltkrieges für nationale und soziale Zwecke bis 1918 rund 22.500 Mark. Ferner nahm er Kranke in sein Haus auf, stiftete den Schwestern vom Allerheiligsten Erlöser (Sozialstation, Krankenpflege, Handarbeitsschule) einen Telefonanschluss, 1915 das erste öffentliche Röntgengerät, unterstützte notleidende Kriegerfamilien, übernahm Kosten der Speisung bedürftiger Kinder, sowie 100 Zentner Kohlen für die ärmsten Mitbürger. Die von ihm und seiner Frau errichtete „Otto und Maria Wolfsthalsche Wöchnerinnenstiftung“, die nach zwei Zustiftungen 1923 über ein Kapital von 200.000 Mark verfügte, wurde nach der Inflation weitergeführt und überlebte sogar das Dritte Reich.

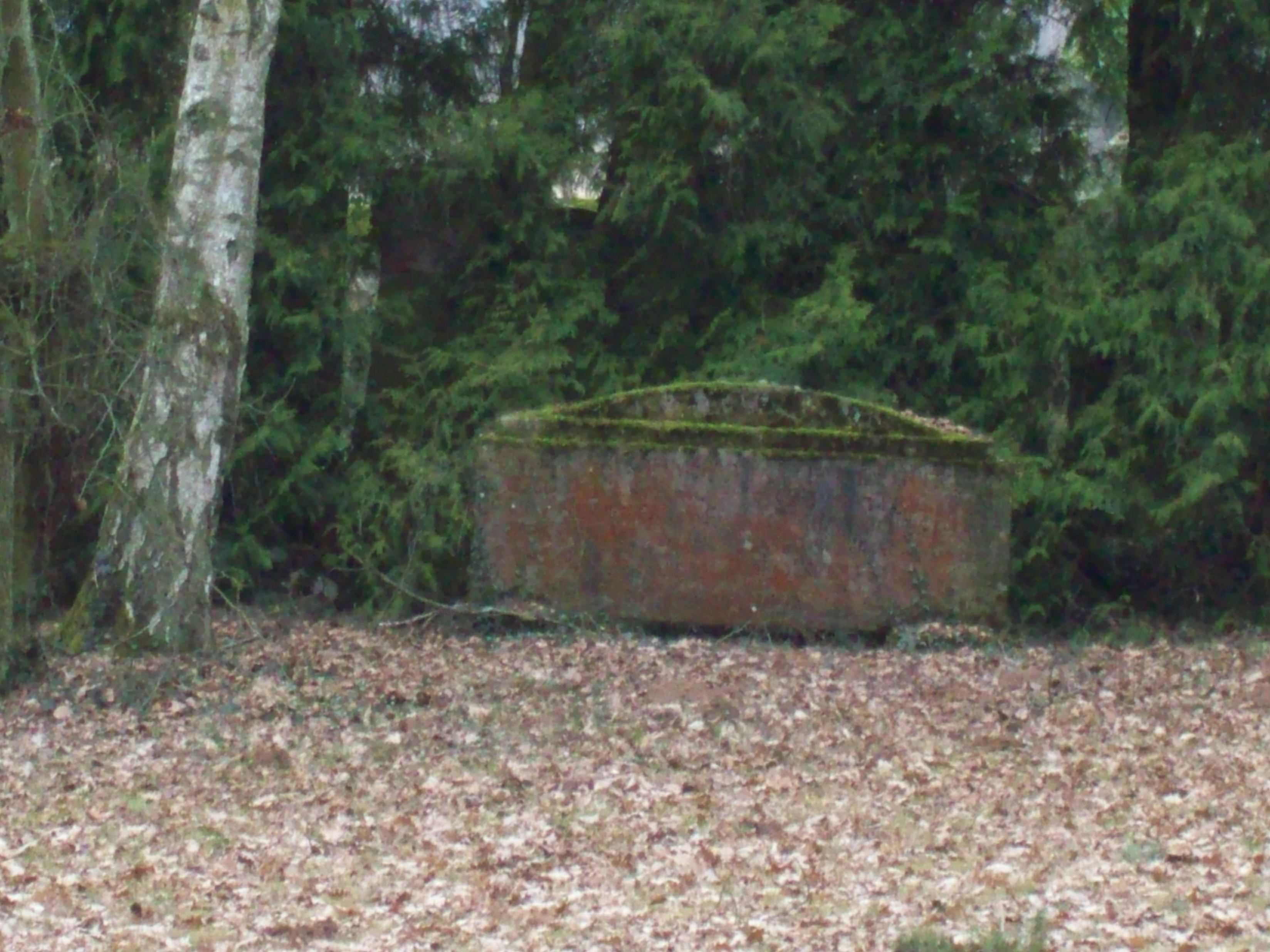
Grabstein Wolfsthal-Dilsheimer-Levi-Hamburger-Isaac-Trier

Nach der Machtergreifung blieb Otto Wolfsthal mit seiner Familie in Aschaffenburg, obwohl er Auswanderungsmöglichkeiten nach Luxemburg bzw. Frankreich hatte. Er und seine Frau Maria Hedwig Wolfsthal, geborene Schrag (1879–1942), aus Bruchsal, erklärten jedoch, sie seien Deutsche und sich keiner Schuld bewusst, betrachteten deshalb eine Auswanderung als Schuldbekenntnis. Als das Ehepaar dann den Deportationsbescheid erhielt, setzte es am 6. September 1942 seinem Leben durch Selbstmord ein Ende. Zusammen mit den Verwandten Babette Dilsheimer, geb. Weil (1864–1942), Witwe des 1935 verstorbenen Oskar Otto Dilsheimer, sowie Max Levi (1875–1942), Kaufmann im Textilgeschäft seiner 1930 verstorbenen Frau, H. Hamburger und Söhne, der ledigen Ida Hamburger (1876–1942), der Hausgehilfin Lina Isaac (1876–1942) und der Kaufmannswitwe Emma Trier, geb. Mayer (1865–1942) vergifteten sie sich mit dem Schlafmittel Veronal, das unter den bedrohten Juden begehrt war und zu Schwarzmarktpreisen gehandelt wurde. Fünf von ihnen starben noch am selben Tag, Otto Wolfsthal am 8. und Emma Trier, als letzte, am 9. September 1942. Der letzte Wunsch des Ehepaars Wolfsthal, auf dem Altstadtfriedhof bestattet zu werden, wurde von Oberbürgermeister Wilhelm Wohlgemuth nicht erfüllt. Die Stadt Aschaffenburg hat zum Gedenken an ihre durch Freitod aus dem Leben geschiedenen jüdischen Mitbürger auf dem jüdischen Friedhof am Erbig einen gemeinsamen Grabstein setzen lassen.
Im Augenblick läuft das Projekt „Stolpersteine“ des Künstlers Gunter Demnig, der vor dem letzten Wohnsitz der jüdischen Mitbürger, Messingplatten im Straßenpflaster einfügt. Der Kulturpreis der Stadt Aschaffenburg für 2010 ging an den Förderkreis Haus Wolfsthalplatz für seine „...Arbeit gegen das Vergessen“.